# Gorodišče (Oblast' di Volgograd)
Gorodišče (in lingua russa Городище) è un rabočij posëlok dell'Oblast' di Volgograd, capoluogo del Gorodiščenskij rajon. Si trova 15 chilometri a nord-ovest del centro di Volgograd.